# Sevrey (distrikt)
Sevrey (mongoliska: Сэврэй Сум, Сэврэй, Sevrey Sum) är ett distrikt i Mongoliet.   Det ligger i provinsen Ömnögobi, i den centrala delen av landet, 600 km sydväst om huvudstaden Ulaanbaatar.